# Glyceria ovatiflora
Glyceria ovatiflora là một loài thực vật có hoa trong họ Hòa thảo. Loài này được Keng ex Keng f. mô tả khoa học đầu tiên năm 1982.